# Solør Futsal 2009-2010
Questa voce raccoglie le informazioni riguardanti il Solør Futsal nelle competizioni ufficiali della stagione 2009-2010.

## Stagione
Il Solør ha partecipato alla Futsal Eliteserie 2009-2010, seconda edizione del massimo campionato norvegese riconosciuto dalla Norges Fotballforbund. La squadra ha chiuso l'annata al 5º posto finale, migliorando il 6º posto della stagione precedente. Arnfinn Rekdal, Tresor Egholm e Marius Folgerø hanno fatto parte della squadra nel corso di questa annata.

## Rosa
| N° | Naz.                | Ruolo | Sportivo           | Anno     |  |  |
| -- | ------------------- | ----- | ------------------ | -------- |  |  |
|    | Norvegia (bandiera) | POR   | Arnfinn Rekdal     |          |  |  |
|    | Norvegia (bandiera) | POR   | Kjell Ytterdahl    | 16.02.58 |  |  |
|    | Norvegia (bandiera) | DIF   | Tresor Egholm      | 03.09.82 |  |  |
|    | Norvegia (bandiera) | DIF   | Bjørn Holter       | 14.05.73 |  |  |
|    | Norvegia (bandiera) | UNI   | Håvard Hegre       | 23.11.82 |  |  |
|    | Norvegia (bandiera) | UNI   | Hans Espen Jordhøy | 05.10.75 |  |  |
|    | Norvegia (bandiera) | UNI   | Christer Øverland  | 08.01.86 |  |  |
|    | Norvegia (bandiera) | UNI   | Bjørn Viljugrein   | 24.11.69 |  |  |
|    | Norvegia (bandiera) | PIV   | Marius Folgerø     | 16.09.78 |  |  |
|    | Norvegia (bandiera) | PIV   | Magnus Johansen    | 11.02.83 |  |  |

## Risultati

### Eliteserie

#### Girone di andata
| 21 novembre 2009, ore 12:00 1ª giornata | Nordpolen | 4 – 5 referto | Solør | \| Arbitro: \| Rønningen \| |
| Arbitro:                                | Rønningen |               |       |                             |

| 21 novembre 2009, ore 18:00 2ª giornata | Solør         | 4 – 4 referto | KFUM Oslo | \| Arbitro: \| Thorsø Hansen \| |
| Arbitro:                                | Thorsø Hansen |               |           |                                 |

| 22 novembre 2009, ore 12:00 3ª giornata | Nidaros      | 2 – 2 referto | Solør | \| Arbitro: \| Rafiq (Oslo) \| |
| Arbitro:                                | Rafiq (Oslo) |               |       |                                |

| 12 dicembre 2009, ore 12:00 4ª giornata | Solør          | 2 – 3 referto | Vegakameratene | \| Arbitro: \| Steen (Bergen) \| |
| Arbitro:                                | Steen (Bergen) |               |                |                                  |

| 12 dicembre 2009, ore 20:00 5ª giornata | Sandefjord | 2 – 2 referto | Solør | \| Arbitro: \| Iversen \| |
| Arbitro:                                | Iversen    |               |       |                           |

| 5 dicembre 2009, ore 16:00 6ª giornata | Solør     | 3 – 3 referto | Holmlia | \| Arbitro: \| Myklebust \| |
| Arbitro:                               | Myklebust |               |         |                             |

| 12 dicembre 2009, ore 18:00 7ª giornata | Solør   | 3 – 3 referto | Horten | \| Arbitro: \| Krokdal \| |
| Arbitro:                                | Krokdal |               |        |                           |

| 16 gennaio 2010, ore 18:00 8ª giornata | Fyllingsdalen | 5 – 7 referto | Solør | \| Arbitro: \| Pedersen \| |
| Arbitro:                               | Pedersen      |               |       |                            |

| 17 gennaio 2010, ore 12:00 9ª giornata | Solør   | 8 – 3 referto | Lillehammer | \| Arbitro: \| Hanssen \| |
| Arbitro:                               | Hanssen |               |             |                           |

#### Girone di ritorno
| 6 febbraio 2010, ore 14:30 10ª giornata | Solør          | 0 – 1 referto | Nordpolen | \| Arbitro: \| Steen (Bergen) \| |
| Arbitro:                                | Steen (Bergen) |               |           |                                  |

| 10 gennaio 2010, ore 18:00 11ª giornata | KFUM Oslo    | 2 – 2 referto | Solør | \| Arbitro: \| Rafiq (Oslo) \| |
| Arbitro:                                | Rafiq (Oslo) |               |       |                                |

| 7 febbraio 2010, ore 11:00 12ª giornata | Solør  | 3 – 8 referto | Nidaros | \| Arbitro: \| Lyngbø \| |
| Arbitro:                                | Lyngbø |               |         |                          |

| 20 febbraio 2010, ore 18:00 13ª giornata | Vegakameratene | 2 – 7 referto | Solør | \| Arbitro: \| Hussain \| |
| Arbitro:                                 | Hussain        |               |       |                           |

| 30 gennaio 2010, ore 12:30 14ª giornata | Solør   | 6 – 2 referto | Sandefjord | \| Arbitro: \| Hanssen \| |
| Arbitro:                                | Hanssen |               |            |                           |

| 21 febbraio 2010, ore 14:00 15ª giornata | Holmlia | 3 – 2 referto | Solør | \| Arbitro: \| Ølmheim \| |
| Arbitro:                                 | Ølmheim |               |       |                           |

| 6 marzo 2010, ore 12:30 16ª giornata | Horten | 7 – 1 referto | Solør |  |

| 6 marzo 2010, ore 18:00 17ª giornata | Solør | 3 – 9 referto | Fyllingsdalen |  |

| 7 marzo 2010, ore 11:00 18ª giornata | Lillehammer | 2 – 10 referto | Solør |  |